# Braunschweiger Gruppe
Die Braunschweiger Gruppe, auch als Gruppe Otte bezeichnet, war eine rechtsextreme, gewalttätige Vereinigung in Deutschland.
Sie unterhielt Kontakte zu anderen Rechtsextremisten in In- und Ausland und führte folgende Anschläge aus:
- Bombenanschlag vor der Amtsanwaltschaft in Flensburg am 2. September 1977,
- Bombenanschlag an der Pförtnerloge des Amtsgerichts Hannover am 21. Oktober 1977.

Mit einer dritten Bombe verübte ein Neonazi in Flensburg einen Bombenanschlag auf das Gebäude der Flensburger Nachrichten. Ein weiterer Sprengstoffanschlag auf die Synagoge in Hannover wurde von der Polizei vereitelt.
Zu den Akteuren zählten etwa zwölf Personen, darunter
- Hans-Dieter Lepzien, Jahrgang 1943, Taxifahrer aus Peine,
- Paul Otte, Jahrgang 1924, Maschinenschlosser aus Braunschweig,
- Volker Heidel, Jahrgang 1954,
- Oliver Schreiber, Jahrgang 1958,
- Wolfgang Sachse, Jahrgang 1943.

Das Oberlandesgericht Celle, 3. Strafsenat, verurteilte fünf Mitglieder am 19. Februar 1981 zu Freiheitsstrafen, darunter Otte zu fünf Jahren und sechs Monaten, Lepzien zu drei Jahren.
Während der Verhandlung stellte sich heraus, dass Lepzien im Auftrag des Niedersächsischen Verfassungsschutzes, Abteilung IV, in der Gruppe gewesen war. Das Niedersächsische Innenministerium betrieb die Revision des Urteils gegen Lepzien beim Bundesgerichtshof, stellte einen Anwalt aus der Kanzlei Bossi in München und stellte ein Gnadengesuch beim Bundespräsidenten. Man erreichte einen Strafnachlass. Lepzien war auch in der Aktionsfront Nationaler Sozialisten (Kühnen-Gruppe) sowie in der NSDAP-AO als „Sicherheitsbeauftragter“ aktiv. Später kam ans Licht, dass Lepzien sogar ein Doppelagent war, da er zudem unter dem Decknamen „Otto Folkmann“ als Inoffizieller Mitarbeiter der Stasi tätig war.